# Novia Livsmedelsindustrier
Novia Livsmedelsindustrier var ett svenskt livsmedelsföretag under 1970- och 1980-talen med huvudkontor i Kristianstad.

## Företagets början
Företaget bildades den 1 januari 1971 genom sammanslagning av Bjäre Industrier och Blå Band, med fabriker i Kristianstad och Halmstad. Blå Band hade tidigare tagit över Vato i Halmstad och Gustaf Bong i Ystad. Blå Band var helägt av Unilever genom Sunlight AB, men man kontrollerade tidigare bara en del av Bjäre genom Margarinbolaget. I februari 1970 hade man dock köpt ut de övriga ägarna. Sammanslagningen hade meddelats i mars 1970.

## Sammanslagningar och nedläggningar
Den 28 februari 1975 avvecklades Blå Bands fabrik i Halmstad och verksamheten koncentrerades till Bjäres fabrik i Karpalund. Bjäres produktion av saft och sylt led av lönsamhetsproblem och avvecklades under 1970-talet.
Unileverägda Lipton AB flyttade till Karpalund 1982 och slogs ihop med Novia 1985. År 1985 bildade Novia Falcon AB tillsammans med Bryggeri AB Falken. Novias drycker, främst Mer, Merry och Lift, fördes över till det nya bolaget där Novia ägde 55 procent av aktierna. Den 1 januari 1993 slogs Novia ihop med Margarinbolaget och Ädel Livsmedelsprodukter för att bilda Van den Bergh Foods AB. Det nya företaget samlade nästan all livsmedelsproduktion inom svenska Unilever, undantaget glass.
Som en följd av senare konsolidering och avknoppning har Novias tidigare verksamhet spritts ut på olika företag. Ägandet i Falcon såldes 1994 till Nordic Capital. Falcon sålde i sin tur Mer (och varumärket Bjäre) till Coca-Cola 1998. År 2001 tvingades Unilever att avyttra några varumärken av konkurrensskäl. Detta gjorde att Blå Band, Gustaf Bong och fabriken i Karpalund såldes till Campbell Soup Company. Fabriken i Karpalund avvecklades 2014 och tillverkningen av soppor flyttade till Belgien.